# Copa Sub-20 de la COSAFA 2022
La Copa Sub-20 de la COSAFA 2022 fue la 28ª edición del Campeonato Sub-20 de la  COSAFA. Se disputó entre el 7 y 16 de octubre en Suazilandia.

## Participantes
| - Zambia - Suazilandia (Anfitrión) - Mauricio - Botsuana - Lesoto - Angola | - Mozambique - Seychelles - Sudáfrica - Comoras - Namibia - Malaui |

## Fase de grupos

### Grupo A
| Pos. | Equipo      | Pts. | PJ | G | E | P | GF | GC | Dif. | Clasificación                 |
| ---- | ----------- | ---- | -- | - | - | - | -- | -- | ---- | ----------------------------- |
| 1    | Zambia      | 9    | 3  | 3 | 0 | 0 | 6  | 0  | +6   | Clasificado a las Semifinales |
| 2    | Suazilandia | 6    | 3  | 2 | 0 | 1 | 9  | 3  | +6   |                               |
| 3    | Botsuana    | 3    | 3  | 1 | 0 | 2 | 2  | 3  | −1   |                               |
| 4    | Mauricio    | 0    | 3  | 0 | 0 | 3 | 0  | 11 | −11  |                               |

Actualizado a los partidos jugados el 11 de octubre de 2022.
 Fuente: Soccerway
| Fecha                        | Lugar   |             |                        | Resultado |                     |          |
| ---------------------------- | ------- | ----------- | ---------------------- | --------- | ------------------- | -------- |
| 7 de octubre de 2022, 12:00  | Lobamba | Zambia      | Bandera de Zambia      | 3:0       | Bandera de Mauricio | Mauricio |
| 7 de octubre de 2022, 15:30  | Lobamba | Suazilandia | Bandera de Suazilandia | 2:1       | Bandera de Botsuana | Botsuana |
| 9 de octubre de 2022, 12:00  | Lobamba | Botsuana    | Bandera de Botsuana    | 1:0       | Bandera de Mauricio | Mauricio |
| 9 de octubre de 2022, 15:30  | Lobamba | Suazilandia | Bandera de Suazilandia | 0:2       | Bandera de Zambia   | Zambia   |
| 11 de octubre de 2022, 15:30 | Manzini | Zambia      | Bandera de Zambia      | 1:0       | Bandera de Botsuana | Botsuana |
| 11 de octubre de 2022, 15:30 | Lobamba | Suazilandia | Bandera de Suazilandia | 7:0       | Bandera de Mauricio | Mauricio |

### Grupo B
| Pos. | Equipo     | Pts. | PJ | G | E | P | GF | GC | Dif. | Clasificación                 |
| ---- | ---------- | ---- | -- | - | - | - | -- | -- | ---- | ----------------------------- |
| 1    | Mozambique | 9    | 3  | 3 | 0 | 0 | 8  | 2  | +6   | Clasificado a las Semifinales |
| 2    | Angola     | 6    | 3  | 2 | 0 | 1 | 13 | 2  | +11  | Clasificado a las Semifinales |
| 3    | Lesoto     | 3    | 3  | 1 | 0 | 2 | 2  | 7  | −5   |                               |
| 4    | Seychelles | 0    | 3  | 0 | 0 | 3 | 2  | 14 | −12  |                               |

Actualizado a los partidos jugados el 12 de octubre de 2022.
 Fuente: Soccerway
| Fecha                        | Lugar   |            |                       | Resultado |                       |            |
| ---------------------------- | ------- | ---------- | --------------------- | --------- | --------------------- | ---------- |
| 8 de octubre de 2022, 12:00  | Manzini | Angola     | Bandera de Angola     | 5:0       | Bandera de Lesoto     | Lesoto     |
| 8 de octubre de 2022, 15:30  | Manzini | Mozambique | Bandera de Mozambique | 5:1       | Bandera de Seychelles | Seychelles |
| 10 de octubre de 2022, 12:00 | Lobamba | Seychelles | Bandera de Seychelles | 0:1       | Bandera de Lesoto     | Lesoto     |
| 10 de octubre de 2022, 15:30 | Lobamba | Mozambique | Bandera de Mozambique | 1:0       | Bandera de Angola     | Angola     |
| 12 de octubre de 2022, 12:00 | Lobamba | Mozambique | Bandera de Mozambique | 2:1       | Bandera de Lesoto     | Lesoto     |
| 12 de octubre de 2022, 12:00 | Manzini | Angola     | Bandera de Angola     | 8:1       | Bandera de Seychelles | Seychelles |

### Grupo C
| Pos. | Equipo    | Pts. | PJ | G | E | P | GF | GC | Dif. | Clasificación                 |
| ---- | --------- | ---- | -- | - | - | - | -- | -- | ---- | ----------------------------- |
| 1    | Sudáfrica | 6    | 3  | 2 | 0 | 1 | 9  | 4  | +5   | Clasificado a las Semifinales |
| 2    | Malaui    | 6    | 3  | 2 | 0 | 1 | 7  | 4  | +3   |                               |
| 3    | Comoras   | 6    | 3  | 2 | 0 | 1 | 3  | 4  | −1   |                               |
| 4    | Namibia   | 0    | 3  | 0 | 0 | 3 | 4  | 11 | −7   |                               |

Actualizado a los partidos jugados el 10 de octubre de 2022.
 Fuente: Soccerway
| Fecha                        | Lugar   |           |                      | Resultado |                    |         |
| ---------------------------- | ------- | --------- | -------------------- | --------- | ------------------ | ------- |
| 8 de octubre de 2022, 12:00  | Lobamba | Sudáfrica | Bandera de Sudáfrica | 0:2       | Bandera de Malaui  | Malaui  |
| 8 de octubre de 2022, 15:30  | Lobamba | Namibia   | Bandera de Namibia   | 0:1       | Bandera de Comoras | Comoras |
| 10 de octubre de 2022, 12:00 | Manzini | Comoras   | Bandera de Comoras   | 2:0       | Bandera de Malaui  | Malaui  |
| 10 de octubre de 2022, 15:30 | Manzini | Sudáfrica | Bandera de Sudáfrica | 5:2       | Bandera de Namibia | Namibia |
| 12 de octubre de 2022, 15:30 | Manzini | Sudáfrica | Bandera de Sudáfrica | 4:0       | Bandera de Comoras | Comoras |
| 12 de octubre de 2022, 15:30 | Lobamba | Namibia   | Bandera de Namibia   | 2:5       | Bandera de Malaui  | Malaui  |

## Fase final

### Semifinales
| Fecha                        | Lugar   |            |                       | Resultado      |                      |           |
| ---------------------------- | ------- | ---------- | --------------------- | -------------- | -------------------- | --------- |
| 14 de octubre de 2022, 12:00 | Lobamba | Mozambique | Bandera de Mozambique | 2:1            | Bandera de Sudáfrica | Sudáfrica |
| 14 de octubre de 2022, 15:30 | Lobamba | Zambia     | Bandera de Zambia     | 1:1 (3:2 pen.) | Bandera de Angola    | Angola    |

### Tercer lugar
| Fecha                        | Lugar   |           |                      | Resultado      |                   |        |
| ---------------------------- | ------- | --------- | -------------------- | -------------- | ----------------- | ------ |
| 16 de octubre de 2022, 12:00 | Lobamba | Sudáfrica | Bandera de Sudáfrica | 1:1 (4:2 pen.) | Bandera de Angola | Angola |

### Final
| Fecha                        | Lugar   |            |                       | Resultado |                   |        |
| ---------------------------- | ------- | ---------- | --------------------- | --------- | ----------------- | ------ |
| 16 de octubre de 2022, 15:30 | Lobamba | Mozambique | Bandera de Mozambique | 0:1       | Bandera de Zambia | Zambia |

|                            |
| Bandera de Zambia          |
| Campeón Zambia 12.º título |

## Goleadores
- Actualizo el 14 de octubre de 2022.

| Jugadora           | Selección   | Goles |
| ------------------ | ----------- | ----- |
| Danilson Makokisa  | Angola      | 5     |
| Mukelo Nkambule    | Suazilandia | 4     |
| Chaimito Alfandega | Mozambique  | 3     |
| Kingstone Mutandwa | Zambia      | 2     |
| Songa Chipyoka     | Zambia      | 2     |
| Rickson Ng’ambi    | Zambia      | 2     |
| Djwa Ramos         | Mozambique  | 2     |
| Dénio Munhave      | Mozambique  | 2     |
| Diógenes Inácio    | Angola      | 2     |
| João Brito         | Angola      | 2     |
| Oshwin Andries     | Sudáfrica   | 2     |
| Relebohile Ratomo  | Sudáfrica   | 2     |
| Brenden Duba       | Sudáfrica   | 2     |
| Mohau Nkota        | Sudáfrica   | 2     |
| Siphephelo Philiso | Suazilandia | 2     |
| Chikumbutso Salima | Malaui      | 2     |
| Chifundo Mphasi    | Malaui      | 2     |

## Clasificación general
| Equipo | Equipo      | Pts | PJ | PG | PE | PP | GF | GC | Dif |
| ------ | ----------- | --- | -- | -- | -- | -- | -- | -- | --- |
| 1      | Zambia      | 13  | 5  | 4  | 1  | 0  | 8  | 1  | +7  |
| 2      | Mozambique  | 12  | 5  | 4  | 0  | 1  | 10 | 4  | +6  |
| 3      | Sudáfrica   | 7   | 3  | 2  | 1  | 2  | 11 | 7  | +4  |
| 4      | Angola      | 8   | 5  | 2  | 2  | 1  | 15 | 4  | +11 |
| 5      | Suazilandia | 6   | 3  | 2  | 0  | 1  | 9  | 3  | +6  |
| 6      | Malaui      | 6   | 3  | 2  | 0  | 1  | 7  | 4  | +3  |
| 7      | Comoras     | 6   | 3  | 2  | 0  | 1  | 3  | 4  | -1  |
| 8      | Botsuana    | 3   | 3  | 1  | 0  | 2  | 2  | 3  | -1  |
| 9      | Lesoto      | 3   | 3  | 1  | 0  | 2  | 2  | 7  | -5  |
| 10     | Namibia     | 0   | 3  | 0  | 0  | 3  | 4  | 11 | -7  |
| 11     | Mauricio    | 0   | 3  | 0  | 0  | 3  | 0  | 11 | -11 |
| 12     | Seychelles  | 0   | 3  | 3  | 0  | 3  | 2  | 14 | -12 |

## Clasificados a laCopa Africana de Naciones Sub-20 de 2023
| Bandera de Zambia | Bandera de Mozambique |
| Zambia            | Mozambique            |